# 漢納沙
36°11′N 2°34′E / 36.183°N 2.567°E

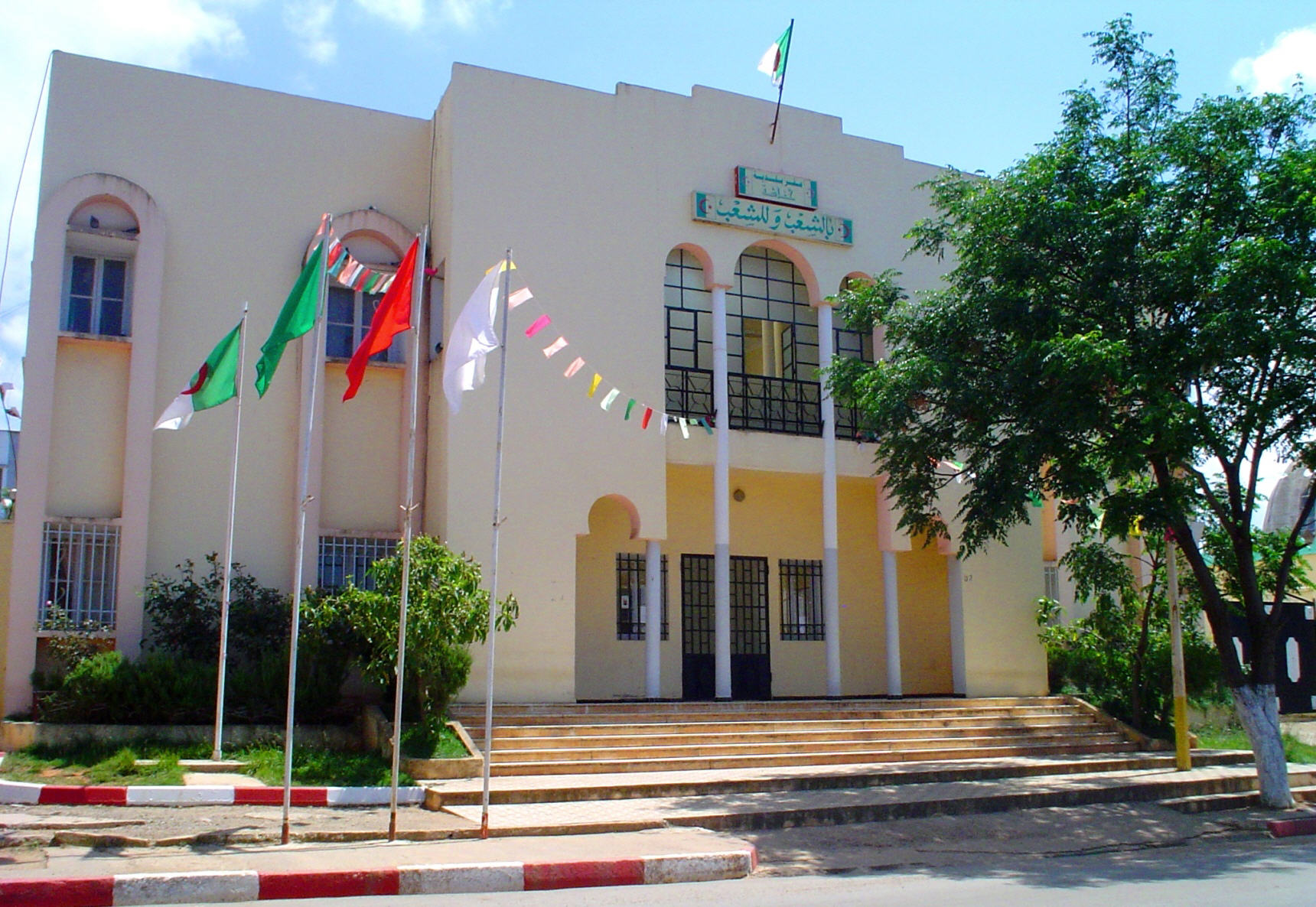

漢納沙（阿拉伯语：‎），是阿爾及利亞的城鎮，位於該國北部麥迪亞省，由麥迪亞區負責管轄，面積54平方公里，海拔高度559米，2008年人口4,882，人口密度每平方公里90人。